# Guerting
Guerting település Franciaországban, Moselle megyében. Lakosainak száma 870 fő (2022. január 1.). Guerting Coume, Creutzwald, Falck, Ham-sous-Varsberg és Varsberg községekkel határos.

## Népesség
A település népességének változása:
| Lakosok száma | 723  | 776  | 759  | 858  | 863  | 861  | 854  | 856  | 863  | 870  |
|               | 1968 | 1982 | 1990 | 2006 | 2013 | 2015 | 2017 | 2019 | 2020 | 2022 |